# Franz Anton Pilgram

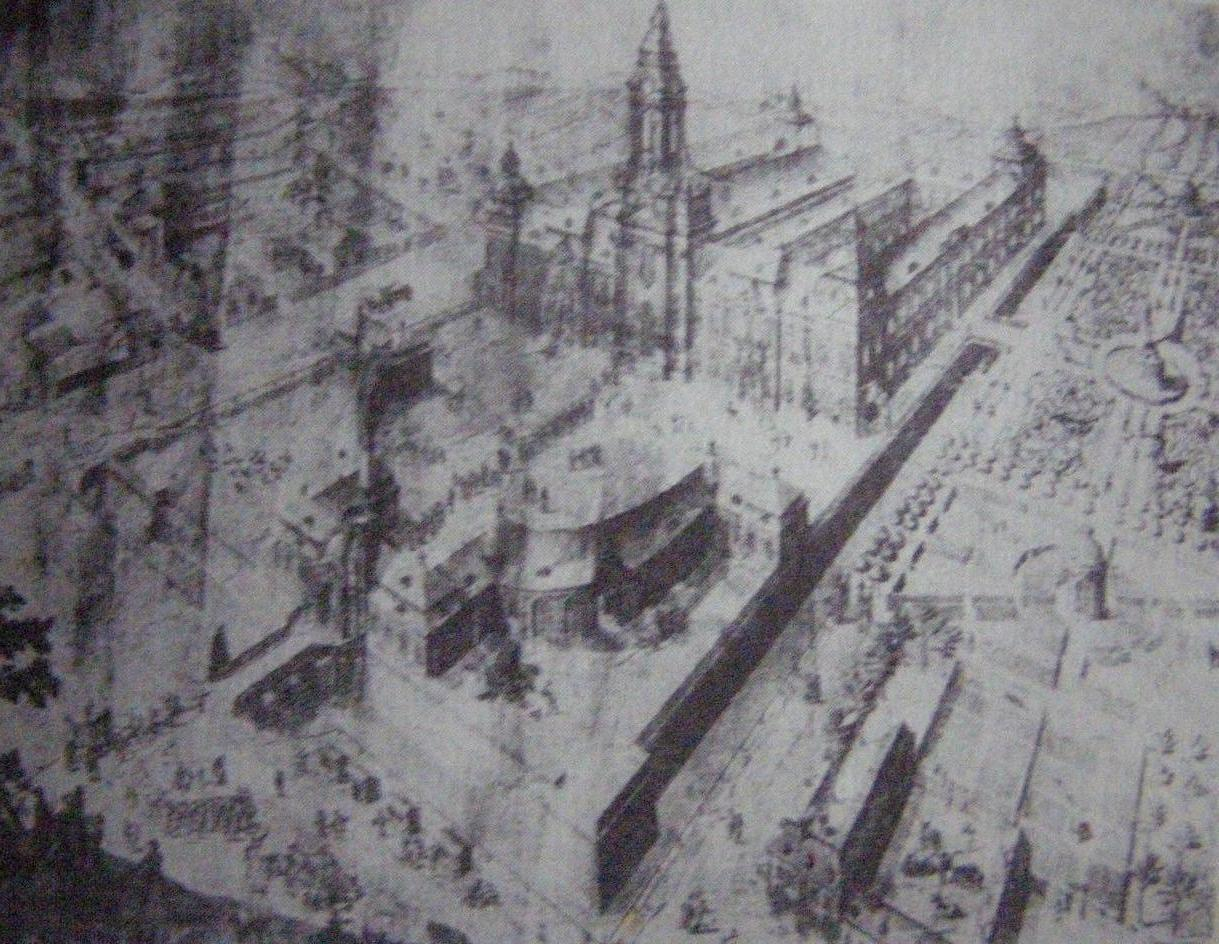
Pilgram szignált terve a szentgotthárdi apátság templomáról

Franz Anton Pilgram magyarosan Pilgram Ferenc (Feldkirchen in Kärnten, 1699. július 7. – Bécs, 1761. október 29.) osztrák barokk rokokó stílusban alkotó építész. Ismertek művei Csehországban, Magyarországon és Ausztriában.

## Életpályája
Karintiában született, Szlovénia közelében. Építészeti pályafutása a Hardegg melletti Riegersburg-kastély átépítésével kezdődött 1730-ban. Magyarországon először 1739-ben járt, amikor a heiligenkreuzi apátság a szentgotthárdi ciszter monostor új épületét építette és ehhez Pilgram terveit vették igénybe. A munkálatok Szentgotthárdon 1755-ig tartottak.

Pilgram magyarországi tevékenységének jelentősebb alkotásai közé tartozik a jászói premontrei prépostság temploma, amit 1745 és 1765 között építettek. Az ő, később Fellner Jakab által néhány ponton átdolgozott tervei szerint készült a tatai plébániatemplom 1751-től. Tervet készített a váci püspöki székesegyházhoz is, de végül nem az alapján épült fel. Ő tervezte a fertőrákosi püspöki kastélyt, és építette át a Rottal-palotát Bécsben.